# Robert G. Hoyland
 (mai 2016).
Si vous disposez d'ouvrages ou d'articles de référence ou si vous connaissez des sites web de qualité traitant du thème abordé ici, merci de compléter l'article en donnant les références utiles à sa vérifiabilité et en les liant à la section « Notes et références ».
Pour les articles homonymes, voir Hoyland (homonymie).
Robert G. Hoyland est un historien, spécialiste de l'histoire médiévale et pré-islamique du Moyen-Orient. 
Il est un ancien élève de l'historienne Patricia Crone et il a été un Leverhulme Fellow au Pembroke College, Oxford.

## Recherches
L'ouvrage académique le plus connu de Robert Hoyland est Seeing Islam as Others Saw It, et est une contribution à l'historiographie islamique primitive, et une enquête sur les récits de témoins oculaires non musulmans de cette période.  
En 2014, Robert Hoyand reçoit beaucoup d'attention avec son ouvrage In God's Path: The Arab Conquests and the Creation of an Islamic Empire, dans lequel il remet en question la vision islamique traditionnelle des premières conquêtes musulmanes. Selon son étude, l'islam devait encore évoluer, il préfère donc les appeler des conquêtes arabes plutôt que des conquêtes islamiques.

## Publications

### Livres
- Seeing Islam as Others Saw it. A survey and analysis of the Christian, Jewish and Zoroastrian writings on Islam (Darwin; Princeton, 1997).
- Arabia and the Arabs from the Bronze Age to the Coming of Islam (Routledge; Londres, 2001).
- Muslims and Others in early Islamic society (Ashgate; Aldershot, 2004).
- ed. avec Dr. Philip Kennedy, Islamic Reflections and Arabic Musings (Oxbow; Oxford, 2004).
- avec Brian Gilmour: Swords and Swordmakers in Medieval Islam (Oxbow; Oxford, 2004).
- avec Simon Swain et al., Seeing the face, seeing the soul. The art of physiognomy in the Classical and Islamic Worlds (Oxford University Press, 2007).
- In God's Path: The Arab Conquests and the Creation of an Islamic Empire (Oxford University Press; Oxford, 2014).

### Sélection de chapitres et articles
- The content and context of early Arabic inscriptions, Jerusalem Studies in Arabic and Islam 21 (1997).
- The earliest christian writings on Muhammad: an appraisal dans H. Motzki ed., The Biography of Muhammad (Leyde, 2000).
- Epigraphy, entré de 10,000 mots dans Encyclopaedia of the Qur'an (Leyde, 2002).
- Language and Identity: the twin histories of Arabic and Aramaic, Scripta Israelica Classica 23 (2003).
- History, Fiction and Authorship in the first centuries of Islam; Writing and Representation in Medieval Islam; Julia Bray (ed); Routledge; 16-46 (2006)
- New Documentary Texts and the Early Islamic State; Bulletin of the School of Oriental and African Studies; 69(3):395-416 (2006)